# Michael Kiedaisch
Michael Kiedaisch (* 1962 in Stuttgart) ist ein deutscher Perkussionist, Musikpädagoge und Komponist.

## Leben und Wirken
Kiedaisch studierte an der Hochschule für Musik und Darstellende Kunst Stuttgart im Hauptfach Schlagzeug bei Klaus Tresselt und nahm an Meisterklassen von Keiko Abe, David Friedman und anderen teil. Seit 2000 unterrichtet er Jazz, Improvisation und Neue Musik an der Universität Witten-Herdecke; 2019 wurde er dort zum Honorarprofessor ernannt. An der Musikhochschule Stuttgart hatte er von 2000 bis 2014 einen Lehrauftrag für Vibraphon. Weitere Lehraufträge hatte er an der Zeppelin Universität Friedrichshafen und der Pädagogischen Hochschule Freiburg, außerdem gab er Workshops u. a. an der Hochschule für Musik und Theater Hamburg und an der Musikakademie Danzig.
Zunächst war Kiedaisch als Schlagzeuger in diversen Bands der süddeutschen Jazzszene aktiv. Während und nach dem Studium verstärkte sich seine Konzerttätigkeit im Bereich zeitgenössischer Musik. Bei Tourneen, Hörfunk- und Fernsehauftritten und CD-Aufnahmen arbeitete er mit Ensembles wie dem Percussionensemble Stuttgart, dem Ensemble Piano & Percussion, dem Perkussionsensemble Nexus, dem Solistenensemble der Orchesterakademie Hamburg, dem Ensemble Avance, dem Ensemble Gelber Klang und verschiedenen Orchestern zusammen. Als Solist und Ensemblemitglied gastierte er bei internationalen Festivals in ganz Europa.
Als Interpret arbeitete Kiedaisch mit zeitgenössischen Komponisten wie Earle Brown, Adriana Hölszky, Elmar Lampson, Tania León, Marc André, Dieter Mack, Mike Svoboda, Stefano Scodanibbio, Qu Xiaosong, Wang Jue, Mesías Maiguashca, Roland Breitenfeld, Sandeep Bhagwati, Hans Tutschku und Daniel Smutny zusammen und trat u. a. mit Michael Riessler, Marco Ambrosini, Arkadi Schilkloper, Markus Stockhausen, Tara Bouman, Hayden Chisholm, Xu Fengxia und Lini Gong auf.
1998 gründete Kiedaisch in Überlingen am Bodensee das EUROJAZZ-Festival, das er bis 2002 leitete. Seit 2001 ist er Mitglied in Mike Svobodas Adult Entertainment und dessen Quartett DJ Cherubino. 2003 spielte er die Uraufführung von Svobodas Reflective Structures für Streichorchester und Schlagzeug solo, 2007 hatte er die künstlerische Leitung bei der Uraufführung von dessen Kinderoper Der unglaubliche Spotz am Theater Freiburg. Weiterhin spielte er die Uraufführungen von Stefano Scodanobbios Il cielo sulla terra und nave pinta, Elmar Lampsons Konzert für Klavier und Schlaginstrument, Adriana Hölszkys Klaviatur der Mythen, Orm Finnendahls Spalt und Werken von Dieter Mack, Sandeep Baghwati, Reinhard Flender, Jens Joneleit und anderen.
Als Komponist und Interpret von Bühnenmusik arbeitete Kiedaisch bei diversen Theaterproduktionen in Deutschland und in der Schweiz, wie z. B. Phänomene im Kühlturm, ein Kompositionsauftrag für die Bundesgartenschau in Gelsenkirchen (1997), Percussiv (1999) und Hamlet ruft (2003). 2010 komponierte er die Musik zu Bang on it, dem Ballettabend des Kevin O’Day Ballet am Nationaltheater Mannheim.

## Diskographie (Auswahl)
- Neele Pfleiderer, Matthias Stich, Michael Kiedaisch Mianée: The Invisible Will Remain (2022)
- Michael Kiedaisch & Florian Döling: New Horizons. Live at Gestorfer Sommermusik (2019)
- Das Letzte Känguru Feat. Michael Kiedaisch: Täuschung (2017, mit  Christoph Beck, Sebastian Schuster, Felix Schrack)
- Michael Kiedaisch Trieau: Siebensachen (2010, mit Mike Svoboda, Eberhard Hahn)
- Michael Kiedaisch & Matthias Stich: Nightsongs (2008, teilweise mit Florian Döling, Matthias Daneck)
- Giacinto Scelsi: Suono rotunda (2005, mit Mike Svoboda, Stefano Scodanibbio; Preis der Deutschen Schallplattenkritik)
- Kiedaisch/Svoboda/Hahn: Water Mirror (2000)
- Michael Kiedaisch, Eberhard Hahn: Terra Incognita (1996)